# Berkesi Judit
Berkesi Judit (1985. szeptember 8. –) magyar labdarúgó, riporter és televíziós műsorvezető, az M4 Sport munkatársa. A László Kórház SC csapatában játszott.
2015-től dolgozik a közszolgálati médiavállalatnál, az M4 Sport műsoraiban. Itt sporteseményeken stúdió műsorvezetői feladatot lát el, továbbá helyszíni riporter is. Jelen volt a 2016-os férfi vízilabda-Európa-bajnokságon, valamint helyszíni riporterként dolgozott a franciaországi 2016-os labdarúgó-Európa-bajnokságon, ahol a magyar kispad mellől, a szurkolói zónából küldött helyzetjelentéseket a mérkőzések alatt, élőben. A 2018-as labdarúgó-világbajnokság egyik műsorvezetője volt.

## Díjai, elismerései
- Gyulai István-díj (2021)[4]

## Családi élete
Vallásos, református családból származik. Édesapja Berkesi Gábor református lelkipásztor, Fradi-szurkoló. Édesanyja a Baár–Madas Református Gimnázium, Általános Iskola és Diákotthonban tanít. Két nővére van, egyikük pedagógus, másikuk geológus-kutató. 2018 novemberében ment férjhez. 2019 júliusában így nyilatkozott férjéről: "Tetszett, hogy nem volt rólam sztereotípiája, így talán tisztább lappal tudtunk indulni. [...] Sosem éreztem, hogy bántaná, hogy engem megismernek, vagy hogy fura időbeosztásban dolgozom és sokat utazom. Inkább örül annak, hogy szeretem, amit csinálok. Hála Istennek, erős közöttünk a bizalom!" Sokáig titkolta, hogy babát vár. 2019 októberében született kislánya. "Természetesen kislányt várunk, a családban ez már hagyomány, hiszen már az ötödik lányunoka érkezik! Nem tervezgettünk, úgy voltunk vele, hogy jön majd a baba, amikor jönni akar, és hát akar... Nagyon örülünk neki" - mondta korábban. A hírt a Facebook-on jelentette be. Egy évvel a szülés után visszatért a munkájához.